# Pups (Feldkirchen-Westerham)

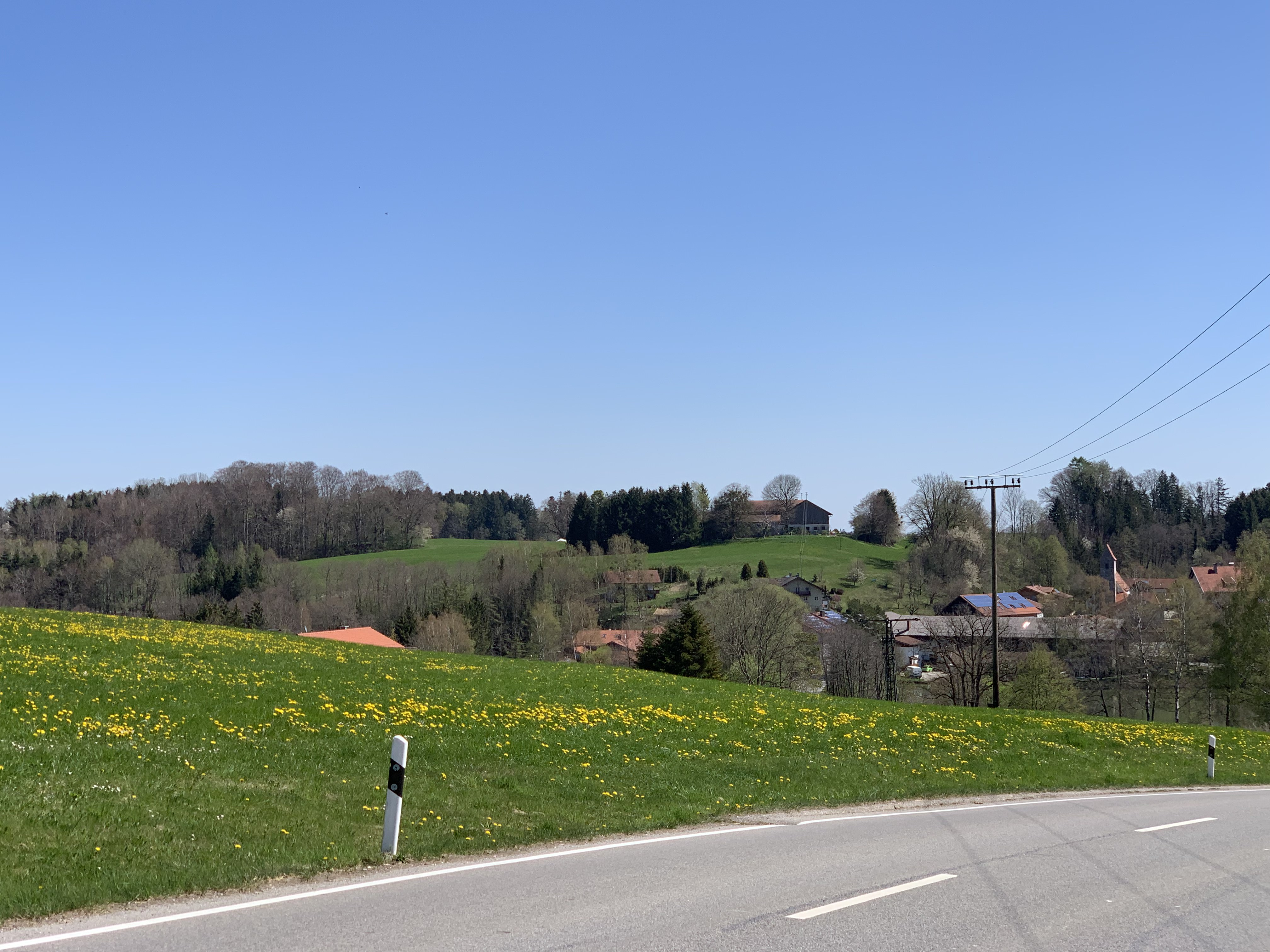
Unterlaus (Pups befindet sich mittig auf dem Berg)

Pups ist ein Ortsteil der Gemeinde Feldkirchen-Westerham im Landkreis Rosenheim. Die Einöde liegt im Norden der Gemeinde bei Unterlaus nordöstlich des Lauser Weihers. Der Ort liegt auf einer Höhe von 590 m ü. NHN und hat 15 Einwohner (Stand 1. Dezember 2006).

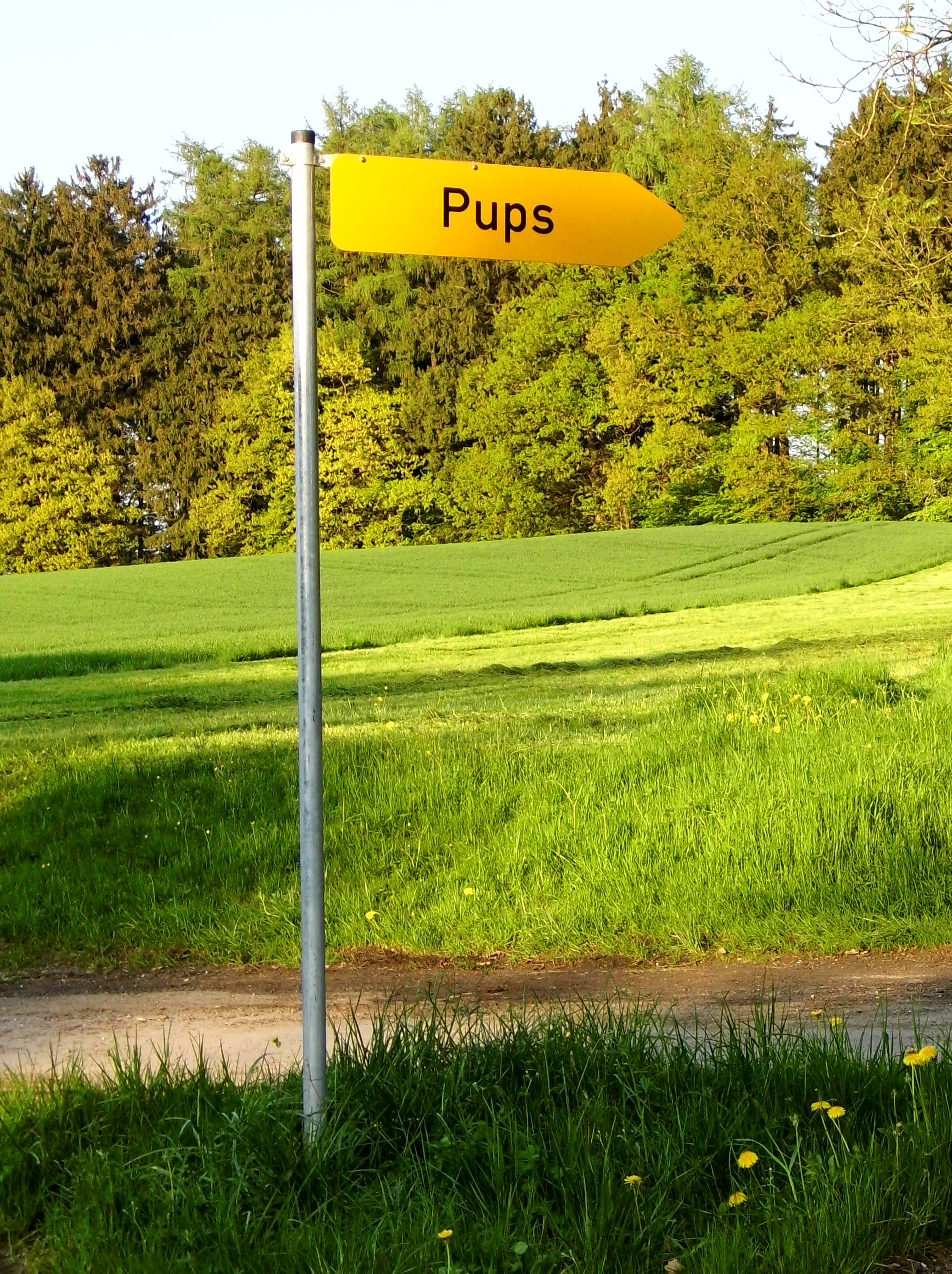
Wegweiser nach Pups

## Geschichte
Der Hof befand sich seit dem 12. Jahrhundert im Besitz des Geschlechts derer von Hohenrain. 1498 verkaufte Jörg von Pienzenau zu Kemathen den Hof an das Gut Altenberg. Mit der Auflösung der Hofmark Höhenrain im Jahr 1813 im Zuge der Neuorganisation des bayerischen Staatswesens kam er zunächst in den Steuerdistrikt Höhenrain und 1818 in die neu gebildete Gemeinde Höhenrain. Seit deren Eingemeindung 1978 ist Pups Gemeindeteil von Feldkirchen-Westerham. 
Koordinaten: 47° 57′ N, 11° 52′ O